# Ulica Żwirki i Wigury w Warszawie
Ulica Żwirki i Wigury – ulica w dzielnicach Ochota, Mokotów i Włochy w Warszawie, łącząca Lotnisko Chopina z centrum miasta.

## Przebieg
Ulica Żwirki i Wigury rozpoczyna swój bieg w rejonie portu lotniczego lotniska Chopina. Dalej prowadzi na północ, przecinając ulice Komitetu Obrony Robotników i Astronautów, przechodzi pod wiaduktem ulic Franciszka Hynka (po lewej) i Sasanki (po prawej), by następnie napotkać ulicę 1 Sierpnia. Zaraz za ulicą 1 Sierpnia znajduje się wiadukt kolejowy nad linią kolejową nr 8 Warszawa-Kraków (tzw. linią radomską). Za wiaduktem krzyżuje się kolejno z Racławicką, Pruszkowską, Księcia Trojdena, Stefana Banacha, Rokitnicką i Ilji Miecznikowa. Ulica kończy bieg na ul. Wawelskiej, tworząc z nią rondo, na którego wyspie centralnej znajduje się Pomnik Lotnika. Po zmianie organizacji ruchu w 1988 roku wschodnia nitka ulicy między ul. Miecznikowa a ul. Wawelską została poprowadzona bardziej na wschód, w kierunku ul. Andrzeja Krzyckiego, zaś zachodnia - bez zmian - jest na przedłużeniu ul. Raszyńskiej. Stary fragment wschodniej nitki ulicy jest obecnie wykorzystywany jako parking.
Ulica Żwirki i Wigury na swoim początkowym odcinku do linii kolejowej nr 8 znajduje się na terenie dzielnicy Włochy. Dalej, aż do ul. Banacha, ulica stanowi granicę dzielnic Ochota (po stronie zachodniej) i Mokotów (po stronie wschodniej). Od ul. Banacha do ul. Wawelskiej ulica znajduje się w całości na terenie Ochoty.
Wytyczona przed II wojną światową droga na lotnisko na Okęciu miała kontynuację w kierunku południowym, która otaczała od wschodu pole wzlotów, aby dotrzeć w okolicę zakładów PZL w rejonie dzisiejszych ulic Paluch i Wieżowej. Ten odcinek na planach Warszawy oznaczany był jednak jako ulica Paluch, a ostatecznie został zlikwidowany w związku z rozbudową lotniska. Mimo to do początków XXI wieku na Paluchu funkcjonował adres Żwirki i Wigury 2, który używany był przez jednostkę wojskową, a także towarzyszący jej dom mieszkalny (obecnie Paluch 5). Prawdopodobnie w związku z tym prowadzący do nich od ul. Paluch dojazd na niektórych mapach podpisywany był jako ulica Żwirki i Wigury.

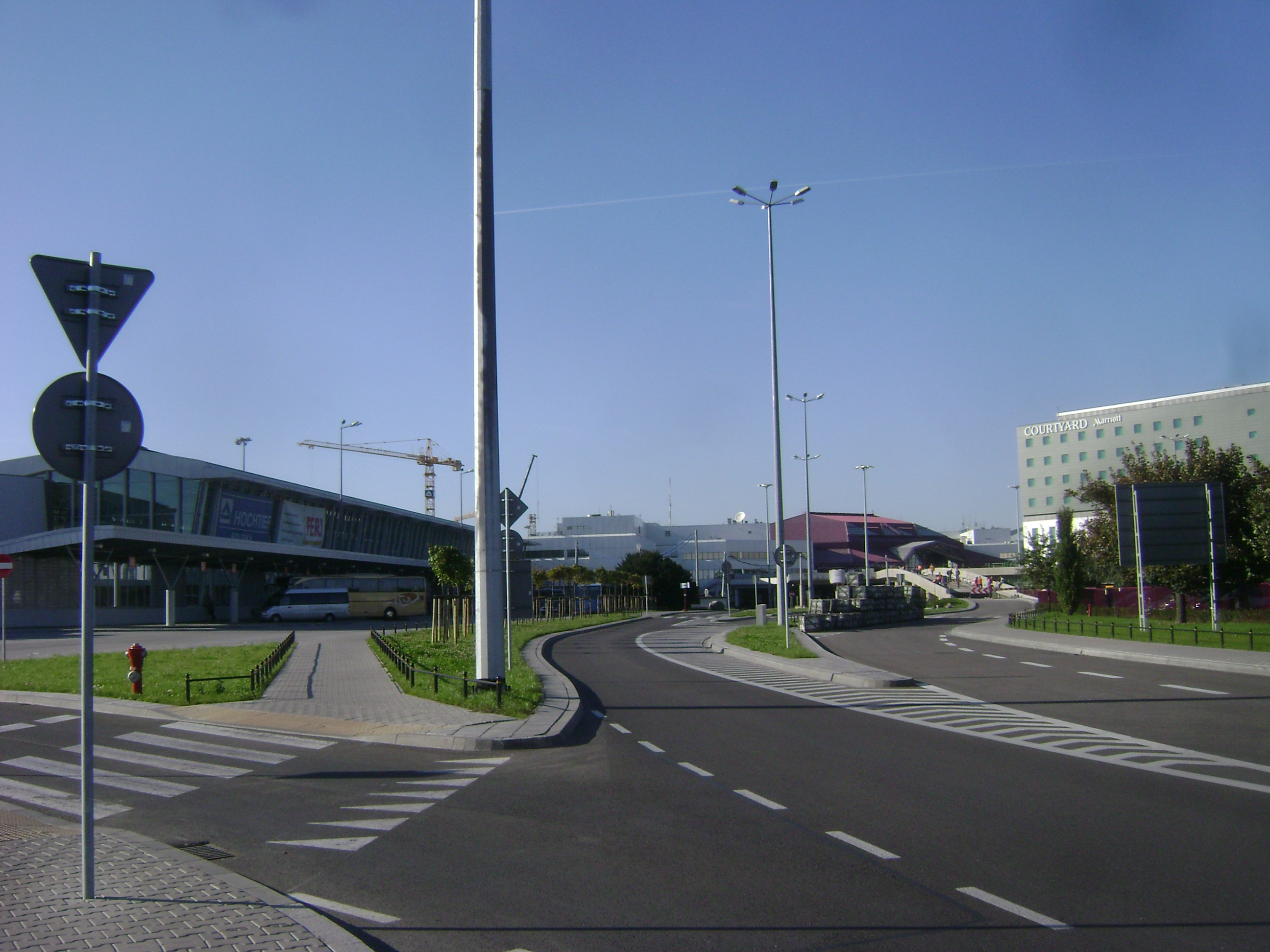
Wjazd na teren Lotniska Chopina

## Historia
Ulica wybudowana została według projektu Antoniego Jawornickiego jako droga szybkiego ruchu łącząca Port Lotniczy Warszawa I z dawnym lotniskiem mokotowskim na Polu Mokotowskim. Jej budowa związana była z zawodami lotniczymi serii Challenge. Po zwycięstwie Franciszka Żwirki i Stanisława Wigury w zawodach Challenge 1932, następne – Challenge 1934 – miały odbyć się w Polsce. W ciągu dwóch lat udało się wybudować wersję prowizoryczną – jednopasmową drogę brukowaną granitową kostką, wyposażoną jednak w chodniki i ścieżki rowerowe. Po zawodach prace kontynuowano - aleja została poszerzona i pokryta asfaltem, ustawiono też gazowe latarnie zaprojektowane specjalnie dla tej drogi. Ich wzór nie miał w Warszawie analogii. Wzdłuż ulicy posadzono lipy. Aleję uroczyście otwarto 26 sierpnia 1934. Otrzymała imię Franciszka Żwirki i Stanisława Wigury, którzy zginęli tragicznie w katastrofie lotniczej w 1932 roku. Lampy uliczne ustawione w latach 30. miały funkcję ułatwiania orientacji pilotom samolotów.
Pierwszym obiektem wybudowanym w pierzei ulicy był gmach Kierownictwa Marynarki Wojennej (nr 105, pierwotnie ul. Wawelska 7A) według projektu architekta Rudolfa Świerczyńskiego i inżyniera Stefana Bryły, który zajął się stroną konstrukcyjną projektu. Licowany piaskowcem budynek otrzymał nowoczesną konstrukcję ze stali i żelbetu. Wnętrza wykończono bardzo luksusowo, używając do tego celu m.in. marmuru, dolomitu, terrazytu i alabastru.
W czasie obrony Warszawy we wrześniu 1939 roku wjazd w ulicę Wawelską został zamknięty barykadą bronioną przez dwa działka przeciwpancerne.
W okresie okupacji niemieckiej ulicy nadano niemiecką nazwę Strasse der Flieger. W 1954 w ramach masowej zmiany nazw ulic Warszawy, nazwę Żwirki i Wigury zastąpiono Rokitnicką, jednak po pięciu latach przywrócono starą nazwę. Obecnie nazwę Rokitnicka nosi boczna względem Żwirki i Wigury uliczka ulokowana między Polem Mokotowskim a obiektami klubu Skry Warszawa. Krótko potem zrekonstruowany został pomnik Lotnika, ustawiony na nowym miejscu u zbiegu z ul. Wawelską (przed II wojną światową znajdował się na placu Unii Lubelskiej).
W 1964 roku ulicę poszerzono zgodnie z pierwotnym projektem.
W latach 1985–1998 była częścią drogi krajowej nr 634, która od 1999 roku jest drogą wojewódzką.
Ulica Żwirki i Wigury była pierwszą w Warszawie, której latarnie zostały wyposażone w lampy sodowe. Ta modernizacja nastąpiła na początku lat 80. XX wieku.

## Patroni ulicy
Stanisław Wigura był polskim konstruktorem lotniczym i lotnikiem, współzałożycielem zespołu konstrukcyjnego RWD. Wraz z pilotem Franciszkiem Żwirką zwyciężył w międzynarodowych zawodach lotniczych Challenge 1932. Stanisław Wigura od najmłodszych lat interesował się techniką i lotnictwem, był aktywnym harcerzem 2 Warszawskiej Drużyny Harcerskiej. W 1920, podczas wojny polsko-radzieckiej, służył ochotniczo w 8. pułku artylerii polowej. 11 września 1932, lecąc na meeting lotniczy do Pragi, Franciszek Żwirko wraz ze Stanisławem Wigurą zginęli w katastrofie w lesie pod Cierlickiem Górnym koło Cieszyna na Śląsku Cieszyńskim, na terenie Czech, na skutek oderwania się skrzydła samolotu RWD-6 podczas burzy (zobacz Żwirkowisko).
Franciszek Żwirko. Po ukończeniu szkoły oficerskiej w Irkucku, służył w piechocie, m.in. w 27 pułku strzelców syberyjskich i 674 pułku piechoty, walcząc z Niemcami. We wrześniu 1921 przedostał się przez granicę do Polski i zgłosił do służby w polskim lotnictwie. W listopadzie 1923 ukończył Szkołę Pilotów w Bydgoszczy, a następnie w 1924 Wyższą Szkołę Pilotów w Grudziądzu, po czym służył jako pilot w 18. eskadrze myśliwskiej 1. pułku, w stopniu porucznika pilota. Zginął lecąc na meeting lotniczy do Pragi.

## Ważniejsze obiekty

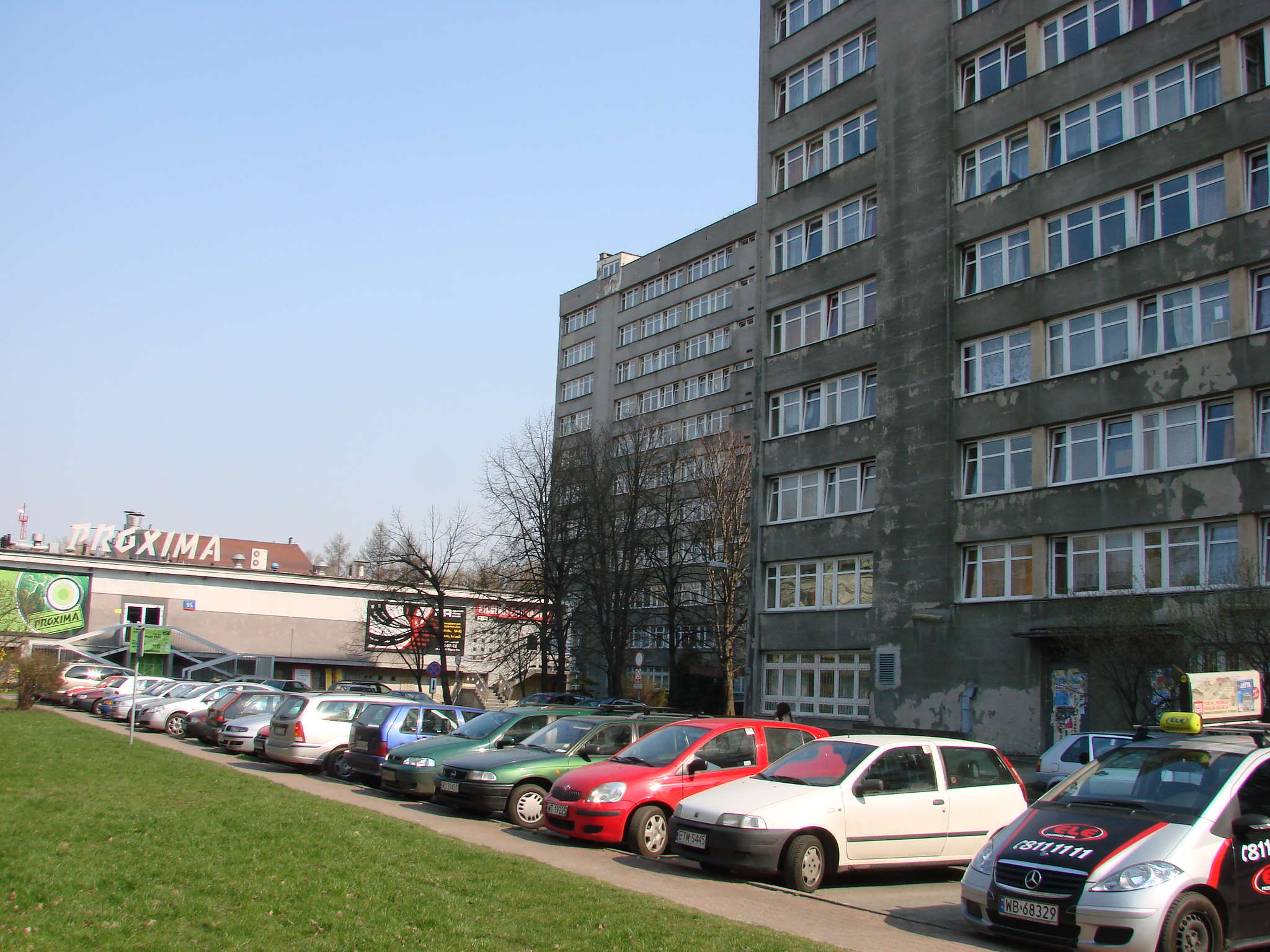
Klub Proxima

- ul. Żwirki i Wigury 1 – Przedsiębiorstwo Państwowe „Porty Lotnicze”
- ul. Żwirki i Wigury 1a – Lotnisko Chopina w Warszawie
- ul. Żwirki i Wigury 1c – 1 Baza Lotnictwa Transportowego
- osiedle Okęcie Lotnisko
- ul. Żwirki i Wigury 9/13 – Koszary Dowództwa Garnizonu Warszawa
  - Oddział Zabezpieczenia Garnizonu Stołecznego (Jednostka Wojskowa 6021)
  - Pułk Ochrony im. gen. dyw. Bolesława Wieniawy-Długoszowskiego (Jednostka Wojskowa 2414)
  - Centrum Wsparcia Teleinformatycznego Sił Zbrojnych
  - Batalion Reprezentacyjny Wojska Polskiego (wejście od ulicy Hynka 2)
- Przystanek kolejowy Warszawa Żwirki i Wigury
- ul. Żwirki i Wigury 51 – Cmentarz Mauzoleum Żołnierzy Radzieckich
- ul. Żwirki i Wigury 61 – Warszawski Uniwersytet Medyczny
- ul. Żwirki i Wigury 93 – Wydział Geologii Uniwersytetu Warszawskiego
- ul. Żwirki i Wigury 99a – klub Proxima
- ul. Żwirki i Wigury 105 – gmach Kierownictwa Marynarki Wojennej

### Pomniki przyrody
Wytyczona przez Antoniego Jawornickiego w latach 20. i nasadzona w kolejnej dekadzie aleja lipowa ma od 1988 status pomnika przyrody. Formalnie dotyczy to odcinka między pomnikiem Lotnika a skrzyżowaniem z ulicą Komitetu Obrony Robotników liczącego w 2018 ponad 1050 drzew, rosnących w trzech lub czterech rzędach. W 2009 miały one od 10 do 220 cm obwodu i od 3 do 16 m wysokości. Aleję tworzą różne gatunki lip: naturalnie występujące w Polsce lipa drobnolistna i lipa szerokolistna oraz gatunki mieszańcowe – lipa krymska i lipa warszawska. Kondycja drzew pogorszyła się od czasu modernizacji ulicy w latach 80. XX w., kiedy naruszono ich bryły korzeniowe, a powierzchnia jezdni zwiększyła się kosztem trzech rzędów trawników, na których rosną. Obumierające drzewa są sukcesywnie zastępowane nowymi. Aleja od 2017 jest również ujęta w gminnej ewidencji zabytków pod numerem OCH34318.
Ponadto status pomnika przyrody ma aleja kilkugatunkowa (głównie brzoza brodawkowata) ciągnąca się w pobliżu ulicy między Polem Mokotowskim a cmentarzem żołnierzy radzieckich, kilka drzew w ogródkach działkowych Rakowiec (adres Żwirki i Wigury 26) – 12-metrowa sosna limba na działce 218, 14-metrowy miłorząb dwuklapowy na działce 498, 15-metrowy miłorząb dwuklapowy na działce 500, 18-metrowa metasekwoja chińska na działce 491, 22-metrowy modrzew polski na działce 198, dwa 20-metrowe modrzewie polskie na działce 48, 20-metrowy świerk kłujący i 14-metrowy modrzew polski o formie parasolowatej na działce 261 i 5-metrowy różanecznik żółty na działce 265. Na rogu ul. 1 sierpnia znajduje się pomnikowy głaz narzutowy (granit).